# Schneider's Bakery
Schneider's Bakery Productions, inc. is een spin-offbedrijf van Tollin/Robbins Productions, gevestigd in Memphis. Het bedrijf is eigendom van de televisieproducent Dan Schneider. Schneider's Bakery verzorgt producties van Drake & Josh, Zoey 101, iCarly, Sam & Cat en Victorious

## Producties

### Tv-films/Specials
- Henry Danger: Henry and the Bad Girl (2015)
- Henry Danger: The Danger Begins (2014)
- Sam & Cat #SuperPsycho (2014)
- Sam & Cat: #TheKillerTunaJump #Jade #Freddie #Robbie (2014)
- Victorious/iCarly: iParty with Victorious (2011)
- Victorious: Beggin' On your Knees (2011)
- Victorious: Freak the Freak Out (2010)
- iCarly: iStart a Fan War (2010)
- iCarly: iDo (2010)
- iCarly: iSam's Mom (2010)
- Victorious: Wi-Fi in the Sky (2010)
- iCarly: iGot a Hot Room (2010)
- iCarly: iPsycho (2010)
- iCarly: iSaved Your Life (2010)
- iCarly: iQuit iCarly (2009)
- iCarly: iFight Shelby Marx (2009)
- iCarly: iDate a Bad Boy (2009)
- Merry Christmas Drake And Josh (2008)
- iCarly: iGo to Japan (2008)
- iCarly: iCarly Saves TV (2008)
- Zoey 101: Chasing Zoey (2008)
- Zoey 101: Goodbye Zoey? (2008)
- Zoey 101: The Curse of PCA (2007)
- Drake & Josh: Really Big Shrimp (2007)
- Zoey 101: Spring Break-Up (2006)
- Drake and Josh Go Hollywood (2006)

### Televisieseries
- De avonturen van Kid Danger (2018) (animatie)
- Game Shakers (2015-2018)
- Henry Danger (2014-2020)
- Sam & Cat (2013-2014)
- Victorious (2010-2013)
- iCarly (2007-2012)
- Zoey 101 (2005-2008)
- Drake & Josh (2004-2007)
- The Amanda Show (1999-2002)
- Kenan & Kel (1996-2000)
- All That (1994-2005)

## Trivia
- In Drake & Josh is Schneider's Bakery gevestigd naast The Premiere, als bakkerij.